# Agali
Agali – wieś leżąca we wschodniej części Estonii, w prowincji Tartu, w gminie Kastre.

## Historia
Przed reformą estońskiej administracji samorządu lokalnego w 2017 roku wieś Agali należała do gminy Võnnu.

## Natura
Przez wieś przepływa rzeka Apna.